# Bobi Wine
Robert Kyagulanyi Ssentamu (12 de febrero de 1982), conocido por su nombre artístico Bobi Wine, es un político, cantante, actor y empresario ugandés. Desde el 11 de julio de 2017, se desempeña como miembro del parlamento que representa a la circunscripción de Kyadondo East en el distrito de Wakiso, en la región central de Uganda. Dirige el movimiento People Power, Our Power en oposición al presidente Yoweri Museveni. En junio de 2019 presentó su candidatura a las elecciones generales de Uganda de 2021.

## Biografía
Nació en el hospital Nkozi, donde trabajaba su difunta madre. Creció en Kamwookya, un barrio pobre en la parte noreste de Kampala, la capital de Uganda.
Asistió a la Escuela Kitante Hill, donde obtuvo su Certificado de Educación de Uganda en 1996, así como a la Escuela Secundaria Superior Kololo, donde obtuvo su Certificado de Educación Avanzado de Uganda en 1998. Luego asistió a la Universidad de Makerere en Kampala, donde estudió música, danza y teatro, y se graduó con un diploma en 2003. En 2016, Kyagulanyi regresó a la universidad para estudiar derecho en la Universidad Internacional de África Oriental (IUEA), donde se puso en contacto con su entonces profesor David Lewis Lubongoya, quien desde entonces se convirtió en secretario ejecutivo principal del movimiento People Power, Our Power.
El 10 de diciembre del 2020 el canal de televisión alemán Deutsche Welle publicó un documental grabado entre los años 2018 y 2019 titulado "Bobi Wine y su lucha contra la corrupción en Uganda".

## Trayectoria artística

### Carrera musical
Comenzó su carrera musical a principios de la década de 2000 y adaptó el nombre artístico de Bobi Wine. Sus primeros sencillos "Akagoma", "Funtula" y "Sunda" (con Ziggy D) le trajeron éxito en la escena musical de África Oriental. Su música se ha caracterizado como reggae, dancehall y afrobeat, a menudo con un mensaje de conciencia social. Fue el líder del grupo Fire Base Crew hasta su disolución, tras lo cual formó un nuevo grupo conocido como Ghetto Republic of Uganda. Ha lanzado más de 70 canciones durante 15 años.
En 2016, su canción "Kiwani" apareció en la banda sonora de la película de Disney Queen of Katwe.

### Carrera fílmica
También es actor de cine y protagoniza principalmente películas locales de Uganda. En 2010, fue elegido para la película dramática Yogera de Cleopatra Koheirwe. En 2015, fue elegido para un papel principal en la película Situka con Hellen Lukoma, apoyada por Twaweza. También ha trabajado en varias otras películas, incluida Divizionz.

## Carrera política
En abril de 2017, anunció su candidatura al parlamento en las elecciones parciales para el distrito este del condado de Kyadondo. Su campaña de caminatas de puerta en puerta atrajo la atención tanto en Uganda como en el extranjero. Ganó la contienda por un amplio margen, superando a dos candidatos experimentados: Sitenda Sebalu del partido gobernante Movimiento de Resistencia Nacional (NRM) y Apollo Kantinti del principal partido de oposición, Foro para el Cambio Democrático (FDC).
En 2018, fue ganando cada vez mayor fama, defendiendo las victorias en la mayoría de las elecciones parciales de los candidatos por los que hizo campaña, superando así a los candidatos de NRM y FDC.

### Incidente de las elecciones parciales de Arua
El 14 de agosto de 2018, partidarios del candidato independiente al parlamento Kassiano Wadri presuntamente obstruyeron y atacaron el convoy del presidente Museveni en la ciudad norteña de Arua, cerca de Gulu. Al parecer, la caravana de Museveni fue apedreada, lo que provocó enfrentamientos entre las fuerzas de seguridad y los manifestantes. Más tarde, Kyagulanyi, un crítico abierto de Museveni, reveló a través de una publicación en las redes sociales que la policía le había disparado intencionalmente a su vehículo, matando a su conductor. Kyagulanyi había respaldado la candidatura de Wadri contra el candidato oficial pro-Museveni en Arua.
Fue detenido el 15 de agosto de 2018 por posibles cargos de posesión ilegal de armas de fuego e incitación a la violencia, tras lo cual fue llevado ante un tribunal militar y acusado del primero al día siguiente. El Times informó que Kyagulanyi parecía haber sido golpeado antes de comparecer ante el tribunal. El alcalde de Kampala, Erias Lukwago, un abogado que ha representado a los parlamentarios detenidos, dijo que Kyagulanyi se encontraba en un estado de salud preocupante y necesitaba atención médica urgente. El gobierno ha negado repetidamente las acusaciones de tortura. El líder de la oposición ugandés, Kizza Besigye, convocó una conferencia de prensa, donde exigió la liberación inmediata del parlamentario.
Con el aumento de las protestas populares en Uganda exigiendo la liberación de Kyagulanyi y las acaloradas discusiones en el Parlamento de Uganda, la fiscalía estatal de Uganda retiró los cargos presentados durante la segunda comparecencia de Kyagulanyi ante la Corte Marcial General en Gulu el 23 de agosto de 2018. La fiscalía indicó que seguiría adelante en presentar posibles cargos en un tribunal civil para un posible juicio del MP. Tras su liberación, Kyagulanyi fue arrestado nuevamente y acusado de traición en un tribunal civil. En septiembre de 2018, Kyagulanyi fue puesto en libertad bajo fianza y viajó a Estados Unidos para recibir tratamiento médico por las lesiones que recibió bajo custodia. El gobierno de Uganda prohibió a sus partidarios reunirse el día de su liberación y el día de su regreso de los Estados Unidos. Finalmente, se dirigió a sus seguidores en una reunión frente a su casa a su regreso a Uganda el 20 de septiembre de 2018.
En agosto de 2019, fue acusado de "intención de alarmar, molestar o ridiculizar" al presidente Museveni por su papel en el incidente de Arua el año anterior. Los cargos se presentaron un día después de la muerte de Ziggy Wine, un compañero músico ugandés y crítico acérrimo de Museveni, quien fue secuestrado y torturado por asaltantes desconocidos.

### Protesta de impuestos contra las redes sociales
El 22 de abril de 2019, Kyagulanyi fue detenido mientras intentaba dirigirse a un concierto previsto en su club privado en el sur de Kampala, que fue cancelado por la policía. Fue acusado de liderar una protesta en la ciudad el año anterior sin autorización policial previa; la protesta se llevó a cabo contra el "impuesto a las redes sociales" que entró en vigor en julio de 2018. El 29 de abril de 2019, cuando se dirigía a las oficinas de la Dirección de Investigaciones Criminales (CID) para cumplir una citación y prestar declaración sobre el concierto cancelado, Kyagulanyi fue nuevamente arrestado y llevado al Juzgado de Buganda Road, donde fue acusado de desobediencia al deber estatutario y fue enviado a prisión preventiva en la Prisión de Máxima Seguridad de Luzira hasta su audiencia de libertad bajo fianza el 2 de mayo. En un comunicado al día siguiente, Amnistía Internacional exigió su liberación inmediata e instó al gobierno de Uganda a "dejar de abusar de la ley en un intento descarado de silenciarlo por criticar al gobierno". El día de la audiencia, que se llevó a cabo mediante videoconferencia (la primera vez en la historia del sistema judicial de Uganda), Kyagulanyi obtuvo la libertad bajo fianza y fue puesto en libertad, y el tribunal también le prohibió realizar manifestaciones ilegales.

### Elecciones presidenciales de 2021
El 24 de julio de 2019, anunció formalmente su candidatura a la presidencia en las elecciones generales de 2021. El 22 de julio de 2020, anunció que se había unido al partido Plataforma de Unidad Nacional, siendo elegido su presidente y abanderado presidencial en las próximas elecciones generales de febrero de 2021. Kyagulanyi fue nominado formalmente para postularse para el cargo más alto de la presidencia el martes 3 de noviembre de 2020 poco después de su nominación, Kyagulanyi fue ferozmente arrestado por el ejército de Uganda. El 6 de noviembre de 2020, lanzó su manifiesto de campaña en Mbarara (oeste de Uganda) después de que agentes estatales acordonaran las oficinas de su partido NUP impidiéndole lanzar el manifiesto desde allí como estaba previsto.